# Monteroni di Lecce
Monteroni di Lecce est une commune de la province de Lecce dans la région des Pouilles, en Italie.

## Administration
| Période                                  | Période    | Identité               | Étiquette                                   | Qualité |
| ---------------------------------------- | ---------- | ---------------------- | ------------------------------------------- | ------- |
| 27/05/2003                               | 14/04/2008 | Marcello Manca         | Sinistra                                    |         |
| 14/04/2008                               | 27/05/2013 | Pasquale Giorgio Guido | PdL                                         |         |
| 28/05/2013                               | 16/12/2014 | Pasquale Giorgio Guido | cen-des (contr.uff.): Grande Sud-PdL-civica |         |
| Les données manquantes sont à compléter. |            |                        |                                             |         |

### Communes limitrophes
Arnesano, Copertino, Lecce, Lequile, San Pietro in Lama